# Pentland Skerries Lighthouse
Das Pentland Skerries Lighthouse, auch Muckle Skerry Lighthouse, ist ein Leuchtturm auf der schottischen Orkneyinsel Muckle Skerry. 1971 wurde der Leuchtturm in die schottischen Denkmallisten zunächst in der Kategorie B aufgenommen. Die Hochstufung in die höchste Kategorie A erfolgte 1998.

## Geschichte
Der Leuchtturm wurde im Jahre 1794 errichtet und im selben Jahr in Betrieb genommen. Ziel war es den Pentland Firth für den Schiffsverkehr zu attraktivieren und so den weiten Bogen um die Orkneyinseln zu vermeiden. Als Konstrukteur war Thomas Smith für die Planung verantwortlich. Wie auch schon beim Bau des Dennis Head Beacons assistierte ihm sein Stiefsohn Robert Stevenson, der Begründer der späteren berühmten Leuchtturmbauerfamilie. Zwischen 1821 und 1830 wurde die aus zwei Türmen von unterschiedlicher Höhe bestehende Anlage überarbeitet. 1870 wurden Versuche mit Paraffin durchgeführt, welches schließlich als Brennstoff im regulären Betrieb eingesetzt wurde.
Im Jahre 1895 wurde der niedrigere der beiden Türme abgeschaltet und 1909 mit einem Nebelhorn bestückt. Im Rahmen eines Luftangriffes wurden 1941 Maschinengewehrsalven auf den Leuchtturm abgegeben, welche jedoch nur geringen Schaden verursachten. 1964 lief die Käthe Niederkirchner vor Muckle Skerry auf Grund. Die Leuchtturmwärter beteiligten sich an der Rettung der Passagiere. Nachdem das Pentland Skerries Lighthouse bis 1972 per Schiff versorgt wurde, übernahm ein Hubschrauber diese Aufgabe bis zur Automatisierung im Jahre 1994.